# 安藤亞里沙
安藤亞里沙（日语：／ Andō Arisa，1961年3月5日—），日本女性前配音員。
本名（舊姓：安藤）。
2000年代前半從配音界退休之前所屬的經紀公司有ARTSVISION、81 Produce。東京俳優生活協同組合訓練學校俳協演劇研究所第10期出身。

## 簡歷
1961年出生於東京都國立市。高中2年級時收看在電視上重播的《魔投手》、《宇宙戰艦大和號》這2部後動畫時，開始對配音員的工作有所憧憬。當了1年的大學重考生之後。1980年，她選擇進入配音養成學校俳協附屬養成所成為第10期的學生。此外和安藤同期的有平松廣和、平野義和等人。養成所時期參加的工作是真人實境的影片拍攝。
從養成所畢業後，前往NPS演員講習所接受講習，並接受俳協付屬養成所講師的建議之下加入手塚敏夫的主宰劇團「-劇舎（SHIBUYA）-燐」。加入「-劇舎-燐」之後，其第一份工作是幫教材錄音帶的配角（路人女孩子）進行配音。然後以1983年電視動畫《無敵三四郎》聲演女主角吹雪今日子成為其配音出道作。同時還擔任漫畫原作，在秋田書店的動畫雜誌《Ma Anime》以隨筆方式發表詩集。
高中畢業時，原本想從事動畫製作的工作，因此選擇進學動畫專門學校進學。當上配音員之後，還有兼職為賽璐璐片上色的工作。

## 人物
特長：書道（4段）。興趣：唱片鑑賞、寫詩、玩填數字遊戲。因此上面有提到安藤她在《My Anime》動畫雜誌發表過標題的隨筆詩集。
本身是《宇宙戰艦大和號》的大粉絲，因此在配音業界出道以前，曾經參加1980年上映動畫電影《永遠的大和號》的首映紀念詩集的徵選活動，結果獲得入選。之後她的詩集被用在同年播出的電視動畫《宇宙戰艦大和號III》、當作跟動畫電影名稱相同的片尾主題曲（主唱：佐佐木功）使用。並與同樣經由公開徵選而獲選的作詞家山口洋子所填寫的歌曲「別離」輪流當片尾曲使用。

## 演出

### 電視動畫
1983年
- 無敵三四郎（吹雪今日子）

1984年
- 北斗神拳（艾莉）
- 超時空騎團南十字宮（薇亞、米吉爾、西蒙妮）
- 神奇無尾熊（日语：ふしぎなコアラブリンキー）（珊迪）

1985年
- 高校！奇面組（日语：ハイスクール!奇面組）
- 六三四之劍（杉子）

1987年
- 橙路（女學生、母親）

1988年
- 麵包超人（洋蔥鬼小弟、海綿人、柏餅小弟〈初代〉）

1989年
- 寶馬神童（日语：青いブリンク）（女僕）

1990年
- 鴉天狗卡KA·BU·TO（夜叉姬）

1991年
- 淘氣的雙胞胎 克萊爾學院物語（日语：おちゃめなふたご クレア学院物語）（凱提）
- 校園七大不可思議神秘事件（日语：ハイスクールミステリー学園七不思議）（OL、田島忍）
- 橫山光輝 三國志（何皇后）

1992年
- 風中少女 金髮珍妮（南西）
- 法蘭德斯之犬 我的帕特拉許（日语：フランダースの犬 ぼくのパトラッシュ）（主婦A）

1993年
- 美少女戰士R（基瓦庫）

1994年
- 足球王（日语：ゴールFH）（飛鳥井剛志〈少年時期〉）

1995年
- 小紅豆（小笠原勇之助的母親〈初代〉）
- （烏鴉媽媽）

1996年
- 爆走兄弟Let's & Go!!（R）

2000年
- 幻影死神 Boogiepop Phantom（女教師）

### 電影動畫
1986年
- 劇場版 北斗神拳（日语：北斗の拳 (1986年の映画)）（艾莉）

1987年
- 妖獸都市（泰國浴女郎[13]）

### OVA
1985年
- 戰鬥吧!! 伊庫薩1（賽比亞）

1986年
- 黑貓館（日语：黒猫館）（鮎川亞理沙）
- 閃耀之心 到達不了銀河系（日语：トゥインクルハート 銀河系までとどかない）（班上同學）

1988年
- 孔雀王（阿修羅）
- 暴力傑克 地獄街（日语：バイオレンスジャック#バイオレンスジャック 地獄街）（艾拉）
- 魔界都市〈新宿〉（女店員）
- 莉娜劍狼傳說（日语：レイナ剣狼伝説）（京子）

1989年
- 青炎（日语：青き炎 (漫画)）（內藤繪美）
- （雷拉）

1990年
- 賽車場之狼II 莫戴娜之劍（日语：サーキットの狼II モデナの剣）（吉永愛子）
- 花之飛鳥組！2 孤獨的貓大逃殺（日语：花のあすか組!#OVA2）（小茜）
- Lightning Trap 莉娜&萊卡（日语：レイナ剣狼伝説）（京子）

1991年
- 一本包丁滿太郎（日语：一本包丁満太郎）（母親A）
- 穴光假面（高橋真弓）
- 新蜘蛛俠（火神奇拉）
- 聖傳 -RG VEDA-（乾闥婆王）

1992年
- 永遠的法蓮娜（日语：永遠のフィレーナ）（法蓮娜）
- 哈囉刺蝟 ～殺意的領域～（日语：ハロー張りネズミ）（遠山紗代子）
- D-1 DEVASTATOR（日语：D-1 DEVASTATOR）（接線員）

1993年
- JoJo的奇妙冒險（空條赫莉）
- 紅狼（瑞穗）

1994年
- 同級生 夏天的結束（齋藤真子）

1995年
- 彌涅耳瓦的劍士（日语：ミネルバの剣士）（席爾達）

1996年
- 烏龜醫生（枕頭）

1998年
- 魔界轉生（阿蝶）

### 遊戲
1995年
- （凱特）

### 廣播劇CD
1991年
- 花之飛鳥組！（日语：花のあすか組!#ドラマCD1）（紅）

### 外語配音

#### 電影
1982年
- 開放的美國學府 ※富士電視台版。

#### 動畫
1981年
- 蜘蛛人和他的驚奇朋友（Firestar）※JETIX頻道。

1992年
- 辛普森一家（雪莉、泰莉、CC）

1994年
- X戰警 (1994年電視動畫)（魯克露）

2007年
- 辛普森一家大電影（科林〈特雷斯·麥克尼爾〉）※原創版。

### 旁白
- NNN NEWS PLUS 1（日语：NNNニュースプラス1）（日本電視台）

### 廣告
- 日本航空「JAL STORY」
- 大和運輸「宅急便 小笠原優惠開始篇」